# 村川浩喜
村川 浩喜（むらかわ ひろき、1992年1月19日 - ）は、JAPAN RUGBY LEAGUE ONE 九州電力キューデンヴォルテクスに所属するラグビーユニオンの選手。

## プロフィール
- 福岡県出身[1]。
- ポジションはフッカー(HO)。
- 身長 174cm、体重 98kg
- ニックネームはチャーリー。
- U20日本代表に選ばれたことがある[2]。

## 略歴
2010年、東福岡高校卒業後、筑波大学に入る。なお東福岡高校時代、高校日本代表候補に選ばれたことがある。
2015年、筑波大学卒業後、豊田自動織機シャトルズ(現・豊田自動織機シャトルズ愛知)に加入。同年11月14日に行われたジャパンラグビートップリーグ第1節のNECグリーンロケッツ戦に先発出場で公式戦初出場を果たした。
2024年7月、九州電力キューデンヴォルテクスに入団。